# 罗曼·德莫夫斯基
罗曼·斯坦尼斯瓦夫·德莫夫斯基（波蘭語：Roman Stanisław Dmowski；1864年8月9日—1939年1月2日）是波兰政治家与民族民主政治集团（"Endecja"）的首席思想家和共同创建者。
德莫夫斯基除了在1923年短暫地擔任過外交部長，一生並未出任其他政府職務。然而他开创的民族民主政治运动在50年的时间内一定程度地左右了波兰的历史与政治，并成为战间期波兰最强大的政治集团之一。德莫夫斯基虽然一生都是争议性人物，但在使波兰恢复独立的方面上还是起到了一定的作用。他与约瑟夫·毕苏斯基并称为波兰20世纪最重要的政治人物。

## 早年
德莫夫斯基出生在波兰会议王国，当时那里属俄罗斯帝国，作为学生他变得积极参与波兰青年协会“Zet”，并在波兰1791年5月3日宪法颁布100周年纪念日组织街头游行。因此他被沙俄当局投入华沙城堡囚禁6个月。
后来德莫夫斯基领导民族联盟（Liga Narodowa）。1895年他住在奥匈帝国莱姆堡（今利沃夫，波兰人称之为Lwów），1897年他与其他人一同创立了民族民主党（Stronnictwo Narodowo-Demokratyczne或"'“Endecja”'"）。民族民主党是政治党派、游说团体，也是地下组织，这个党将会团结支持德莫夫斯基观点的波兰人，并使他们形成一个忠诚有纪的政治团体。1899年，德莫夫斯基成立民族教育协会，将其用作辅助机构。作为有些名气的生物学家，他利用他所取得的科学成就在波兰人民当中取得极大威望。1898年至1900年间，他在法国和英国定居。面对日益强大的德国，德莫夫斯基坚决主张波兰人与沙皇俄国合作，使民族民主党变得亲俄。1901年，他在克拉科夫定居，当时那里是奥地利瓜分波兰所得的土地。
1904年日俄战争爆发，约瑟夫·毕苏斯基来到日本，希望日本能为他计划中的起义提供帮助，同时德莫夫斯基也来到日本，并成功阻止日本帮助约瑟夫·毕苏斯基。
1905年，德莫夫斯基迁至华沙，此地当时属于俄罗斯波兰领地。1905年俄国革命期间，德莫夫斯基倾向于与俄罗斯帝国当局合作，并对尼古拉二世的1905年10月宣言表示欢迎，认为这是波兰恢复自治道路上的一块铺路石。1905年6月，毕苏斯基的波兰社会党在罗兹发动起义，由德莫夫斯基指挥的民族民主党员反对这次起义。颇为讽刺的是，在“六月日事件”（也被称为罗兹起义）中，民族民主党与波兰社会党之间爆发了小规模的内战。
经过选举，在第一届国家杜马中，民族民主党赢得了预留给波兰的55个议席中的34个，而波兰社会党抵制本届杜马。德莫夫斯基本人在第二届和第三届国家杜马中获选为议员，并成为杜马中波兰决策委员会主席。1914年以前，德莫夫斯基准备接受让波兰在俄罗斯帝国内享有自治，因为他认为独立的波兰会很快被德国统治，这是因为他认为德国更加发达，而德意志人也有更加强大的社会组织。德莫夫斯基根据他所认为的德国的优势，觉得强大的俄罗斯最符合波兰利益，并且这样的俄罗斯能为波兰提供更大机会去统一波兰全境。德莫夫斯基认为，俄国的俄化政策并不能成功征服波兰人，而德意志人的德化政策会远比上述的俄化政策成功。相反，德莫夫斯基的最大政敌约瑟夫·毕苏斯基认为，对于波兰而言，俄国的威胁比德意志帝国和奥匈帝国这两者都要大。（比如说，“德国人只会让我们失去领土，而俄罗斯人会让我们失去灵魂”。）

## 政见
德莫夫斯基终其一生都深深厌恶毕苏斯基和毕苏斯基所代表的一切。德莫夫斯基出身于城市贫民阶层，对波兰传统社会结构并无好感。相反，德莫夫斯基支持现代化的规划，并认为波兰人不应再迷恋过去的波兰立陶宛联邦而应该接受“现代世界”，德莫夫斯基本人相当蔑视波兰立陶宛联邦。德莫夫斯基鄙视联邦的多民族结构和宗教宽容政策。他特别批评联邦未能让乌克兰人和白俄罗斯人这样的各个民族拥有共同认同感。
德莫夫斯基是一位科学家，他偏爱逻辑和理性胜过感性和激情。他曾告诉伊格纳奇·扬·帕德雷夫斯基音乐“就是噪音”。德莫夫斯基非常强烈地认为，波兰人应该抛弃他所认为的愚蠢的浪漫民族主义和毫无用处的高傲姿态，而应该努力工作投身商业和科学。德莫夫斯基深受当时风靡西方世界的社会达尔文主义思想影响，并将历史看作是占支配地位的“强大”国家和占被支配地位的“弱小”国家之间的残酷斗争。他认为民族之间可以分成四种：
1. 独立自治的可能性最低或对此的意愿最小的民族，譬如德莫夫斯基眼中的白俄罗斯人
2. 能够利用觉醒的民族主义热望达到自治的民族，譬如乌克兰人
3. 曾经具有几个世纪之久的文化和独立国家的地位，并希望重获独立的民族，譬如波兰人
4. 达到社会发展和传统的最高端，现在拥有自己的国家的民族，譬如德国人

德莫夫斯基在他1902年所写的书《一位现代波兰人的想法》（Myśli nowoczesnego Polaka）中指责所有形式的波兰浪漫民族主义和传统波兰价值观。他尖刻地批评了将波兰看成是精神概念或文化概念的想法。相反，德莫夫斯基坚称波兰就是一个物质实体，需要通过务实的协商谈判才能将其化为现实，而不能通过对瓜分波兰的强权发动德莫夫斯基所认为的毫无意义的起义，这种起义即使还未爆发也注定要失败。对德莫夫斯基而言，波兰人所需要的是“健康的民族利己主义”，而且这种利己主义不应受德莫夫斯基所认为的基督教不切实际的政治教条所影响。德莫夫斯基在这本书中还将旧联邦的覆灭归咎于其宽容传统。在批判基督教的同时，德莫夫斯基还是认为基督教中有些派别（不同于天主教）对某些民族有益，其中特别包括圣公会和德国新教。后来的1927年，他对他早期的看法做出修改，并收回了他对天主教的批评，承认天主教是波兰人民族认同感的一部分。德莫夫斯基将所有的少数民族视为使国家衰弱的内鬼，并认为他们应当受到清理。在《一位现代波兰人的想法》一书中，德莫夫斯基对少数民族犹太人有如此看法：
“……在这个种族犹太人的特征中，相当多异于我们的道德根本并对我们的生活有害的价值观已日益体现出，如果我们被相当多犹太人同化，我们会被毁灭，犹太人会利用堕落的基础取代我们，而不是利用我们创造未来时所需的那些年轻的富有创造力的基础。” 

## 第一次世界大战
1914年8月15日，尼古拉大公发表宣言，向沙皇的波兰臣民含糊地保证，在战后“波兰议会王国”会得到更大的自治权，在德意志帝国和奥匈帝国被击败后，奥国的东加利西亚省与南加利西亚省以及德国的波美拉尼亚省会并入波兰王国，德莫夫斯基赞扬了这份宣言。德莫夫斯基随后试图让俄国沿着尼古拉大公宣言的路线许下更加明确的承诺，但是俄方的回应模棱两可。
1915年，德莫夫斯基代表波兰奔赴西方盟国进行政治活动。在游说工作期间，德莫夫斯基与一些人结交，其中包括英国记者威克汉姆·斯蒂德这样的舆论制造者。值得一提的是，德莫夫斯基在法国的政治活动非常成功，他在那里对舆论产生了非常有利的影响。1917年，他在法国创建了波兰国家委员会，该委员会意图重建波兰国家。1917年9月，法国承认波兰国家委员会为波兰合法政府。英国和美国对德莫夫斯基的国家委员会不那么感兴趣，但同样在1918年承认其为波兰政府。但是，美国人认为德莫夫斯基所划的波兰领土过大（德莫夫斯基线），拒绝对此提供帮助。美国总统伍德罗·威尔逊称，“我在华盛顿见过德莫夫斯基先生和帕德雷夫斯基先生，我要他们为我划定波兰边界，他们理解了这一点，并给我一张地图，其中可以看到他们想要地球的一大块。” 
从一定程度上讲，威尔逊提出反对是因为他厌恶德莫夫斯基的个性。一位英国外交官提到，“他是个聪明人，而聪明人不被他人信任；他在他的政治理论上讲究逻辑，而我们痛恨逻辑；他固执己见，而这种固执要把每一个人逼疯。”德莫夫斯基遭致非议的另一点在于他的反犹主义倾向，他在作家G·K·切斯特顿的晚餐上发表演讲，这份演讲如此开始：“我的宗教来自于耶稣·基督，而耶稣·基督死于犹太人之手。”战时，美英两国的很多犹太人组织发起政治运动，反对他们的政府承认国家委员会。另一位重要的对德莫夫斯基提出批评的人是历史学家刘易斯·内米尔，内米尔是犹太人，一战时曾任英国外交部波兰常驻专家，他宣称德莫夫斯基的反犹言论冒犯了他本人。内米尔竭力反对英国承认德莫夫斯基和“他的沙文主义团伙”。

## 第一次世界大战后
第一次世界大战结束时，有两个政府自称是波兰的合法政府，一个是德莫夫斯基的巴黎政府，另一个是毕苏斯基的华沙政府。为了结束这种一国两府的状态，使双方不再因此产生冲突，作曲家伊格纳奇·扬·帕德雷夫斯基分别会见上述两人，并说服他们，使他们勉强同意共事。毕苏斯基和德莫夫斯基彼此都可从对方获得自己所需要的好处。毕苏斯基在战后拥有波兰本土，但作为曾为同盟国效力，与奥匈帝国并肩作战，与俄国为敌的波兰人，他得不到协约国的信任。毕苏斯基新近成立的波兰军队需要从协约国取得军火，能够劝说协约国将军火交给波方的人只有德莫夫斯基。除此以外，法国人计划将蓝军送往波兰，其中蓝军由约瑟夫·哈勒尔指挥，忠于德莫夫斯基。令人恐惧的是，如果毕苏斯基和德莫夫斯基不能撇开分歧，内战可能会在毕苏斯基和德莫夫斯基的党羽之间爆发。帕德雷夫斯基成功制定出一套这种方案，就是让德莫夫斯基和他本人代表波兰出席巴黎和会，而毕苏斯基担当波兰临时总统一职。
身为巴黎和会的波兰代表和凡尔赛和约的签署人，德莫夫斯基在条约中事关波兰的有利决议中发挥重要影响。1919年1月29日，德莫夫斯基第一次会见协约国最高委员会。会议中，德莫夫斯基称他对将乌克兰和立陶宛划归波兰不感兴趣，因为这两个地方虽然过去为波兰所统治，但波兰人已不再占多数民族地位了。同时德莫夫斯基迫切要求将普鲁士在1790年代从波兰所瓜分到的，讲波兰语的人口占大多数的主要领土归还。德莫夫斯基本人承认，完全从历史方面来讲，将西里西亚划归波兰的理由并非十分充足，但出于经济原因，特别是因为这里的煤田，他还是要求将这块地方划给波兰。此外，德莫夫斯基宣称，德国的统计数字已经体现出居住在德国东部的波兰人的人口数量，而且“这些波兰人是整个波兰民族中受教情况最优，文化水平很高的人之中的一份子，具有强烈的民族意识，也具有进步思想”。另外，在法国的强烈支持下，德莫夫斯基希望将“蓝军”经由德国但泽（现波兰格但斯克）送往波兰； 德莫夫斯基和法国的意图就在于让蓝军建立领土上的“既成现实”。这个方案遭致德国人、英国人和美国人的极大反对，最终蓝军在1919年4月经由陆路抵达波兰。毕苏斯基反对不必要地惹怒协约国，由此可以看出他对但泽问题不感兴趣。
至于立陶宛，德莫夫斯基认为立陶宛人没有强烈的民族认同感，并将他们的社会组织视为部落。德莫夫斯基以民族自决为理由，要求将那些以波兰人为多数民族或少数民族的立陶宛领土划给波兰；他只愿将立陶宛北部地区交给立陶宛人，因为当地立陶宛人占绝对多数。因为这些领土要求，德莫夫斯基与立陶宛驻巴黎代表团发生了非常激烈的冲突。在前奥地利省份东加利西亚的问题上，德莫夫斯基称当地乌克兰人丝毫没有自治的能力，需要接受波兰的领导与文化影响。另外，德莫夫斯基希望得到加利西亚的油田。但是，只有法国真心支持波兰对加利西亚的领土要求。最后，加利西亚的土地上发生了真正的战斗，这个地区最终成为波兰领土，但这件事并不是巴黎的外交官们决定的。法国并不支持德莫夫斯基对切申西里西亚地区的领土要求，而是支持捷克斯洛伐克对此地的要求。
德莫夫斯基本人对凡尔赛和约感到失望，一方面是因为他强烈反对强压在波兰之上的少数民族条约，一方面是因为他希望德波边界能比凡尔赛和约所划定的边界更往西一点。德莫夫斯基将这两方面归咎为他所谓的“国际犹太人阴谋”。德莫夫斯基至死都坚持认为，英国首相大卫·劳合·乔治受到德裔犹太金融辛迪加财团的贿赂，使波兰和德国的边界（在德莫夫斯基的眼中）变得如此不利于波兰。他与劳合·乔治的关系非常差。德莫夫斯基认为劳合·乔治傲慢且做事不择手段，并一贯主张反对将波兰西面或东面的土地划给波兰。劳合·乔治漠视波兰事务一事让德莫夫斯基非常愤怒，而前者对维斯瓦河运输方面知识的匮乏更让后者火冒三丈。德莫夫斯基将劳合·乔治称为“犹太人的代理人”。
作为约瑟夫·毕苏斯基的政敌，德莫夫斯基倾向于让波兰成为他所称的“民族国家”，这个国家的国民都应讲波兰语，信奉罗马天主教。如果将毕苏斯基心目中的波兰说成是雅盖隆王朝时期的波兰那样的多民族联邦（海间联邦），那么德莫夫斯基心目中的波兰就是更早期的皮雅斯特王朝时期的波兰，人人皆属一族，共奉一教。毕苏斯基主张将波兰公民的定义放得更广泛些，认为波兰公民可以讲不同语言，属于不同文化，信奉不同宗教，但是他们共同忠于新生的波兰，并以此为纽带联系在一起。德莫夫斯基认为毕苏斯基的看法相当危险且毫无意义，觉得大量少数民族的存在会威胁到波兰的安全。在巴黎和会上，他强烈反对协约国压在波兰之上的少数民族权利条约。

## 反犹主义
德莫夫斯基是反犹主义者和社会达尔文主义者，他将人生看成是零和博弈，也就是说他认为一方的收益必然建基于另一方的损失之上。德莫夫斯基经常将他的怀疑称为针对波兰的“国际犹太人阴谋”。德莫夫斯基在他的一篇论述《战争中的犹太人》（“Żydzi wobec wojny”，收录在德莫夫斯基1925年所写的一书《波兰政策和重建国家》，Polityka Polska i odbudowanie państwa）中称犹太复国主义只不过是犹太人为了隐藏统治世界的野心所打出的幌子罢了。德莫夫斯基称一旦犹太国家在巴勒斯坦的土地上建成，这里就会成为犹太人统治世界的核心。在同一篇论述中，德莫夫斯基将犹太人称为是波兰最危险的敌人，而且他们与德国人密切合作意图要肢解波兰。德莫夫斯基相信300万波兰犹太人不能被同化，且人数实在太多。用他的话来说，“一点盐会改善汤的味道，但盐放得太多只能适得其反。”
对德莫夫斯基而言，波兰核心问题之一是在中产阶级中，讲波兰语的天主教徒不足，而德意志人和犹太人太多。为解决这个已被察觉的问题，他支持将犹太人和德意志人的财富没收，并将它重新分配给波兰天主教徒。德莫夫斯基永不可能将这个计划经由瑟姆写入法律，但是民族民主主义者频繁组织“买波兰货”活动，抵制由德意志人和犹太人所开的商店。德莫夫斯基的第一次反犹太人抵制活动发生在1912年，当时他试图在华沙发起一次针对犹太企业的大抵制活动，因为那时部分民族民主党人士未能候选为杜马议员，德莫夫斯基将其归咎于华沙的犹太人，而这次抵制活动就是对这些犹太人的惩罚。德莫夫斯基终其一生都将犹太人与德意志人联系起来，并将他们看成是波兰的主要敌人；出现这种想法是因为在德意志帝国时期，德国政府对少数民族波兰人出台强制性的“德国化”政策，德莫夫斯基对此极为不满，另一方面，当时生活在德波争议地区的犹太人选择融入德国文化，而不是波兰文化。在德莫夫斯基的眼中，犹太人是不会被波兰独立事业所吸引并加入其中的，而且，如果对他们的情况有好处，他们会倾向于与波兰的潜在敌人结盟。
另一方面，他在《波兰政策和重建国家》一书中还称，“没有犹太人的波兰就如同没放胡椒粉的汤一样——索然无味”（Polska beż Żydów, byłaby jak zupa bez pieprzu – bez smaku.）。

## 晚年
德莫夫斯基是1919年瑟姆的议员，在1923年10月至12月间任外交部长。当时间推进到1920年代时，波兰要起草一部宪法，民族民主党坚持要削弱总统的权力，加强立法机构的权力。德莫夫斯基确信毕苏斯基会成为总统，并认为削弱总统的行政权力是削弱他的政敌的最好办法。1921年宪法的确让政府中行政部门的权力减小，而毕苏斯基对此感到厌恶，拒绝竞争总统之职。相反，毕苏斯基说服他的一位朋友加布列尔·纳鲁托维奇竞选总统。1922年，“瑟姆”将纳鲁托维奇选为总统，德莫夫斯基对此十分愤怒。纳鲁托维奇是在代表犹太人、乌克兰人、白俄罗斯人、立陶宛人于德意志人等少数民族的党派的支持下当选的。德莫夫斯基认为，纳鲁托维奇的获选体现少数民族的权力足以左右波兰政局。纳鲁托维奇赢得选举后，民族民主党进行了一次重要的政治活动，是将纳鲁托维奇诽谤为“外国人”选出的“犹太总统”。随后，民族民主党的支持者，画家埃利吉乌什·涅维亚多姆斯基暗杀了纳鲁托维奇。
1926年，德莫夫斯基成立大波兰政治集团（Obóz Wielkiej Polski），1928年成立民族党（Stronnictwo Narodowe）。1934年，民族民主党的一部分少壮势力认为德莫夫斯基不够强硬，不合他们的政治倾向，于是他们脱离了德莫夫斯基一派，成立了更加激进的民族激进集团（以其波兰语简写ONR著称）。德莫夫斯基很长时间以来一直在支持将波兰犹太人驱逐出境，以解决德莫夫斯基所谓的波兰“犹太人问题”，这时他开始主张增加针对犹太少数民族的严厉政策，但他从未主张杀害犹太人。他的最后一次主要的政治活动是屡次攻击伊格纳齐·莫希奇茨基总统的所谓“犹太-马佐夫舍裔”同事。

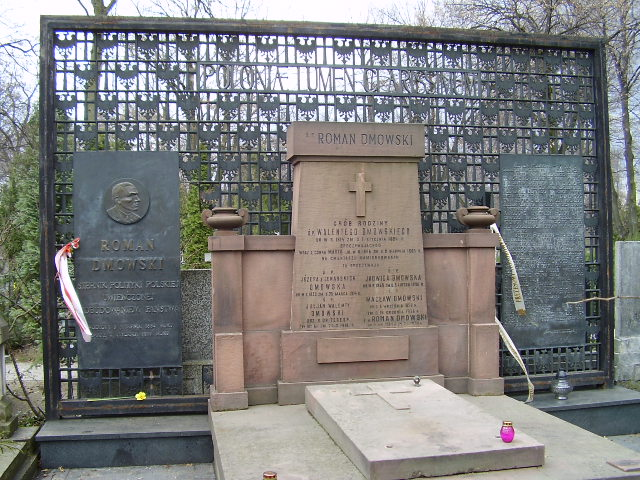
罗曼·德莫夫斯基的坟墓

德莫夫斯基在1937年开始生病，并迁至沃姆扎附近的德罗兹多沃，1939年1月2日他在德罗兹多沃去世。他在那里度过余生。
德莫夫斯基葬在位于华沙布鲁德诺公墓的家族墓地。根据不利于德莫夫斯基的萨纳齐亚政权资料，共10万人参加葬礼。根据组织者的资料，此次葬礼共有20万人参加，成了波兰战间期最大的示威运动。

## 纪念

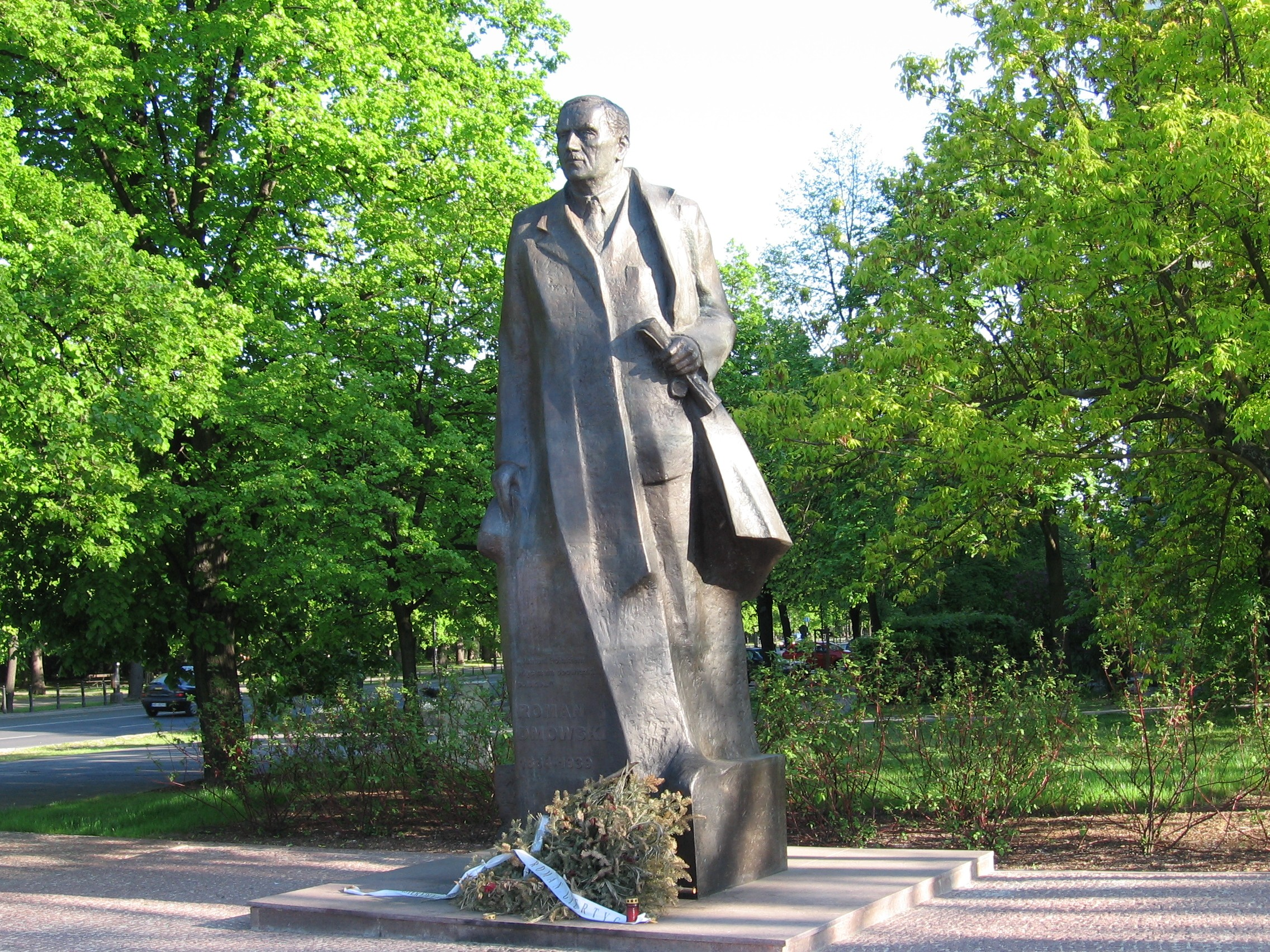
罗曼·德莫夫斯基雕像，位于华沙

1989年波兰共产党政权倒台后，德莫夫斯基的成就和贡献得到肯定。几条重要的街道、几座重要的桥梁都以他命名。2006年11月，罗曼·德莫夫斯基的雕像在华沙揭幕，刻有他的名言“我是波兰人，所以我肩负波兰的责任”（Jestem Polakiem więc mam obowiązki polskie）。雕像上的德莫夫斯基左手握有凡尔赛和约。
1999年1月8日，波兰瑟姆专门立法纪念德莫夫斯基，以表彰他在波兰独立及增强波兰民族意识方面上做出的贡献。瑟姆所立的文件也表彰他建立波兰国际关系现实主义与责任学派，确定波兰边界（特别是其西部边界），并“强调天主教与波兰的民族生存和国家重建的紧密关系”。
德莫夫斯基也被授予以下国家荣誉：波兰光复大十字勋章（1923年）、罗马尼亚之星勋章和奥兰治-拿骚勋章。他得到了剑桥大学（1916年）和波兹南大学（1923年）的荣誉博士学位。他拒绝接受其他荣誉。

## 著作
- Myśli nowoczesnego Polaka（《一位现代波兰人的想法》），1902年
- Niemcy, Rosja a sprawa polska（《德国、俄罗斯和波兰问题》），1908年。法国译本标题为 La question polonaise（1909年巴黎出版）
- Separatyzm Żydów i jego źródła（《犹太分离主义及其根源》，1909年.
- Upadek myśli konserwatywnej w Polsce（《波兰保守思想的式微》），1914年
- Polityka polska i odbudowanie państwa（《波兰政策与国家重建》），1925年.
- Zagadnienie rządu（《政府论》），1927年.
- Kościół, naród i państwo（《教会、民族和国家》），1927年.
- Świat powojenny i Polska （《战后的世界和波兰》），1931年
- Przewrót（《动荡》），1934年

## 进阶阅读
- Cang, Joel: "The Opposition Parties in Poland and Their Attitude towards the Jews and the Jewish Question" 第241-256页，来自Jewish Social Studies, 第1卷, 第2版, 1939年.
- Davies, Norman "Lloyd George and Poland, 1919-20"" 来自Journal of Contemporary History, 第6卷, 第3版, 1971年.
- Fountain, Alvin Marcus Roman Dmowski: Party, Tactics, Ideology 1895-1907, Boulder : East European Monographs, 1980年 ISBN 0-914710-53-2.
- Friszke, Andrzej. . Warszawa: Biblioteka "Więzi". 1989. ISBN 83-7006-014-5.
- Groth, Alexander: "Dmowski, Pilsudski and Ethnic Conflict in Pre-1939 Poland" 第69-91页 from Canadian Slavic Studies, 第3卷, 1969年.
- Komarnicki, Titus Rebirth of the Polish Republic: A Study in the Diplomatic History of Europe, 1914-1920, London, 1957年.
- Kunert, Andrzej Krzysztof; Małgorzata Smogorzewska. . Warszawa: Wydawnictwo Sejmowe. 1998. ISBN 83-7059-392-5.
- Lundgreen-Nielsen, K. The Polish Problem at the Paris Peace Conference: A Study in the Policies of the Great Powers and the Poles, 1918-1919: Odense, 1979年.
- Macmillan, Margaret Paris 1919 : Six Months That Changed The World, New York : Random House, 2003年, 2002年, 2001年 ISBN 0-375-50826-0.
- Mendelsohn, Ezra The Jews of East Central Europe Between The World Wars, Bloomington : Indiana University Press, 1983年 ISBN 0-253-33160-9.
- Porter, Brian, When Nationalism Began to Hate. Imagining Modern Politics in Nineteenth-Century Poland, New York/Oxford: Oxford University Press, 2000年. ISBN 0-19-515187-9
- Valasek, Paul S. Haller's Polish Army in France, Chicago : 2006年 ISBN 0-9779757-0-3.
- Wandycz, Piotr Stefan "Dmowski's Policy and the Paris Peace Conference: Success or Failure?" from The Reconstruction of Poland, 1914-23, P. Latawski编辑: London, 1992年.
- Wapiński, Roman. . Lublin: Wydawnictwo Lubelskie. 1989. ISBN 83-222-0480-9.
- Zamoyski, Adam The Polish Way A Thousand-Year History of the Poles and their Culture, London: John Murray Ltd, 1987年 ISBN 0-7195-4674-5.